# سايوز (عائلة مركبات فضائية)
سايوز (بالروسية: Союз) وتعني اتحاد، هو اسم عائلة من المركبات الفضائية الروسية. صمم مركبة سويوز في بداياتها مكتب التصميم في شركة كوروليف للصواريخ والفضاء لصالح برنامج الفضاء السوفيتي في ستينيات القرن العشرين. كان ذلك جزءا من البرنامج السوفيتي لإرسال الإنسان إلى سطح القمر. تلت المركبة سويوز سابقتها مركبة فوسخود الفضائية. وما تزال مركبات سويوز تستخدم في الرحلات الفضائية حتى يومنا هذا (عام 2018).
يتم إطلاق مركبة سويوز إلى الفضاء باستخدام صاروخ سويوز الحامل الذي يعتبر أكثر الصواريخ الحاملة استخداما ووثوقية في العالم حتى يومنا هذا (عام 2014).
اعتمد تصميم صاروخ سويوز على تصميم المركبة فوستوك والذي اعتمد تصميمه بدوره على آر-7إيه سيميوركا الصاروخ السوفيتي البالستي العابر للقارات. يتم إطلاق مركبات السويوز من مركز بايكونور الفضائي في كازاخستان.

## نبذة تاريخية
كانت الرحلة الأولى لسويوز في 28 نوفمبر عام 1966، وكانت دون طاقم. تُعتبر المهمة سويوز1 هي المهمة الأولى للمركبة سويوز التي تضم طاقم من الأفراد، وقد أُطلقت في 23 أبريل عام 1967، لكنها انتهت بالتحطم بسبب خلل في المظلة، ما أدى إلى وفاة رائد الفضاء السوفييتي فلاديمير كوماروف. وكانت الرحلة التالية بلا طاقم. أُطلقت سويوز3 في 26 أكتوبر عام 1968، وبذلك أصبحت المهمة الأولى الناجحة مع طاقم في هذا البرنامج. وكانت الرحلة سويوز11 الرحلة الوحيدة بعد سويوز1 التي عانت من حادث مميت، إذ توفي طاقمها المكون من ثلاثة أفراد، حين أُخلي الضغط من المقصورة قبل الأوان (قبل مرحلة إعادة الدخول إلى الأرض). وهم البشر الوحيدون لحد الآن الذين ماتوا فوق خط كارمان. على الرغم من هذه الحوادث المبكرة، تُعتبر سويوز على نطاق واسع من أكثر المركبات الفضائية أمانًا في العالم وأكثرها كفاءةً من ناحية الكلفة، وقد أثبتت هذا بفضل تاريخها العملياتي الطويل الذي لا مثيل له. استُخدمت المركبة الفضائية سويوز لنقل رواد الفضاء من محطات الفضاء السوفييتية ساليوت (ومن بعدها مير) وإليها. تُستخدم الآن للنقل من محطة الفضاء الدولية (آي إس إس) وإليها. ثمة مركبة من نوع سويوز على الأقل ملتحمة بمحطة الفضاء الدولية دومًا من أجل استخدامها بمثابة مركبة هروب في حالة الطوارئ. من المفروض أن يحل مكان المركبة سويوز المركبة الفضائية أورل التي تتسع لستة أفراد.

## التصميم
تتكون مركبة سويوز من ثلاثة أقسام (من الأمام إلى الخلف).
- الوحدة المدارية الكروية، ويقيم فيها الطاقم أثناء مهمتهم.
- وحدة العودة إلى الأرض، وهي وحدة صغيرة أيروديناميكية، وفيها يعود الطاقم إلى الأرض.
- وحدة الخدمة الاسطوانية المزودة بألواح شمسية، وتحتوي على الأدوات والمحركات.

وحدة الخدمة والوحدة المدارية معدتان للاستخدام الفردي، وتدمران بمجرد دخول الغلاف الجوي للأرض. على الرغم من أنّ هذا يبدو إسرافًا، يقلل كمية التغطية الحرارية اللازمة للعودة إلى الأرض، وهذا يوفر الكتلة بالمقارنة مع التصاميم التي تضم مساحة المعيشة ودعم الحياة في كبسولة واحدة. يسمح هذا للصواريخ الأصغر بإطلاق المركبة الفضائية أو يمكن أن يُستخدم لزيادة المساحة الصالحة للسكن المتوفرة للطاقم حسب الميزانية الكلية (6.2 متر مكعب أو 220 قدم مكعب في أبولو سي إم مقابل 7.5 متر مكعب أو 260 قدم مكعب في سويوز). يُعتبر قسم العودة إلى الأرض والقسم المداري مساحات صالحة للسكن، وتحتوي وحدة الخدمة على الوقود والمحركات الرئيسة والمعدات.
تستطيع سويوز حمل طاقم مكون من ثلاثة أفراد، بالإضافة إلى إمدادات الحياة لنحو 30 يوم للفرد، يُزوّد نظام دعم الحياة الجو بالأكسجين/النتروجين عند ضغوط جزئية بمستوى سطح البحر. يتجدد الجو بواسطة أسطوانات فوق أكسيد البوتاسيوم (KO2)، الذي يمتص معظم ثاني أوكسيد الكربون (CO2) والمياه التي تنتج عن الطاقم ويجدد الأكسجين، بالإضافة إلى أسطوانات هيدروكسيد الليثيوم (LiOH) الذي يمتص بقايا ثاني أكسيد الكربون.
يحمي غطاء الحمولة المركبة أثناء عملية الإطلاق، التي تُرمى بالإضافة إلى إس إيه إس بعد الإطلاق بدقيقتين ونصف. وتتميز سويوز بنظام التحام أوتوماتيكي. يمكن تشغيل المركبة أوتوماتيكيًا، أو عن طريق طيار مستقل عن التحكم الأرضي.

## وصلات خارجية
- فيديو: المركبة سويوز تلتحم بمحطة الفضاء الدولية، بي بي سي عربي، 7 أبريل 2011

## اقرأ أيضا
- سويوز (عائلة صواريخ)
- زينيت (صاروخ)
- إنرجيا (صاروخ)
- سويوز إم إس
- سوكول (بدلة الفضاء)